# 371

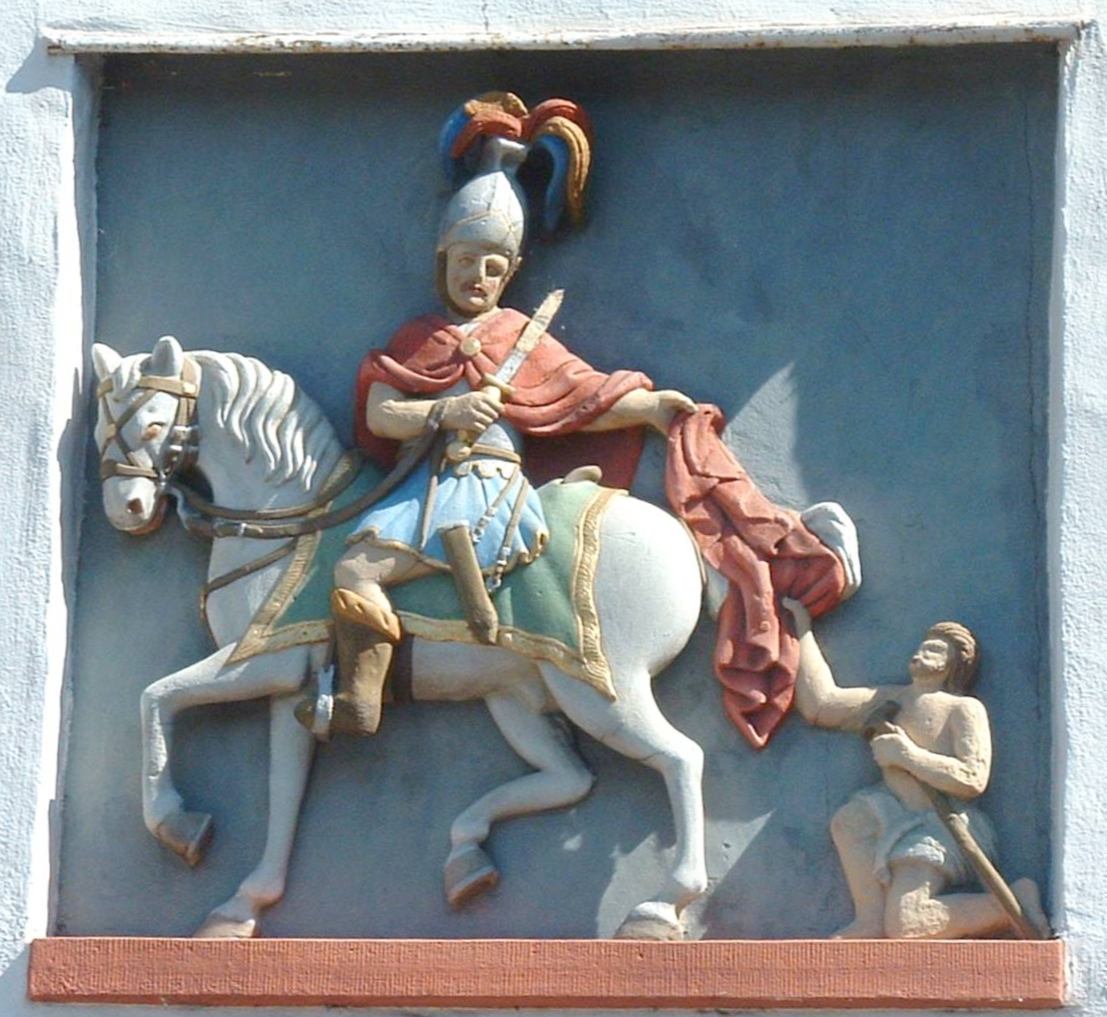
Sint-Maarten deelt zijn mantel (Trier)

Het jaar 371 is het 71e jaar in de 4e eeuw volgens de christelijke jaartelling.

## Gebeurtenissen

### Klein-Azië
- Lycaonië (Turkije) een regio ten noorden van het Taurusgebergte wordt voor het eerst een aparte provincie.

### Europa
- Martinus wordt gekozen tot bisschop van Tours. Hij is een van grondleggers van de Katholieke Kerk in Gallië.

### China
- Periode van de Zestien Koninkrijken: Keizer Jin Feidi wordt afgezet en beschuldigd van homoseksualiteit. Hij wordt opgevolgd door zijn neef Jin Jianwendi.

## Geboren
- Valentinianus II, keizer van het West-Romeinse Rijk (overleden 392)

## Overleden
- Lucifer Calaritanus, bisschop en heilige
- Zeno van Verona, bisschop en martelaar (waarschijnlijke datum)